# Ilja Michajlovič Lifšic
Ilja Michajlovič Lifšic (13. ledna 1917 – 23. října 1982) byl přední sovětský teoretický fyzik, bratr Jevgenije Lifšice. Je znám díky své práci ve fyzice pevných látek, elektronové teorii kovů, neuspořádanéných systémech, a teorii polymerů.
Společně s Arnoldem M. Kosevičem v roce 1954 určili Lifšicův–Kosevichův vzorec.
Lifšic byl jedním ze zakladatelů teorie neuspořádaných systémů.
Představil některé základní pojmy a objevil to co se nyní nazývá Lifšicovými ocasy a Lifšicovou singularitou.
V poruchové teorii představil pojem funkce spektrálního posunu, který byl později rozvinut Markem Kreinem.